# Император на Китай
Император на Китай е владетелят на Китайската империя (221 г. пр.н.е.–1912 г.). На китайски титлата се изговаря „Тиен-дзи“ („Син на Небето“), което следва да покаже неговата божественост и богодадена власт. 
От династията Шан китайските владетели обикновено използват титлата Уанг (китайски 王 Уанг). Разделянето на Китай на много воюващи държави довежда до факта, че всеки от владетелите започна да се нарича Уанг, а титлата загуби значението си.
Обединителят на Китай, първият император от династията Цин, Ши Хуанди, създава нова титла за себе си, за да изолира статута на императора (китайски симпл. 皇帝, пининин Хуангди). Тази титла на китайски хуанди продължава да се използва от китайските владетели до падането на династията Цин през 1912 г.
Всеки китайски монарх в съвременната китайска история е известен с няколко имена, което внася известно объркване в тяхната идентификация. Понякога един и същ император е известен с две или три имена, или същите имена са били използвани от владетелите на различни династии.
Трябва да се има предвид, че това се основава на китайската историческа традиция, която в някои случаи противоречи на други исторически традиции и обективни данни . В резултат на това суверенните държави на някои други народи - монголи, манджури и други (империи, кръстени на династиите Юан, Цин и др.) Са прикрепени към хроно -династичната история на Китай, а самите тези народи се считат за " национални малцинства "на Китай.
Титлата заменя отделните царски титли на разпокъсан Китай след обединението, проведено от Цин Шъхуан. Той е титулуван в Китай като „Първият император“.
1. ↑  Какво е Китай? Средната държава в историческия мит и реалната политика